# سالاریه
سالاریه، روستایی از توابع بخش اسماعیلی شهرستان جیرفت در استان کرمان ایران است.

## جمعیت
این روستا در بخش اسماعیلی شهرستان جیرفت قرار دارد و براساس سرشماری مرکز آمار ایران در سال ۱۳۸۵، جمعیت آن ۴۱۲ نفر (۶۹خانوار) بوده‌است.  